# میرواک
میرواک (انگلیسی: Mirvac) شرکت خوشه‌ای استرالیایی است، که در سال ۲۰۰۰ تأسیس شد.